# Cacyparis hilaria
Cacyparis hilaria är en fjärilsart som beskrevs av Pieter Cramer 1779. Cacyparis hilaria ingår i släktet Cacyparis och familjen trågspinnare. Inga underarter finns listade i Catalogue of Life.